# Ферма 3 (Восточно-Казахстанская область)
Ферма 3 (каз. ферма 3) — упразднённый населённый пункт в Урджарском районе Восточно-Казахстанской области Казахстана. Входил в состав Каракольского сельского округа. Упразднён в 2019 г. Код КАТО — 636467600.

## Население
В 1999 году население населённого пункта составляло 922 человека (474 мужчины и 448 женщин). По данным переписи 2009 года, в населённом пункте проживал 581 человек (304 мужчины и 277 женщин).